# Młynów (Kłodzko)

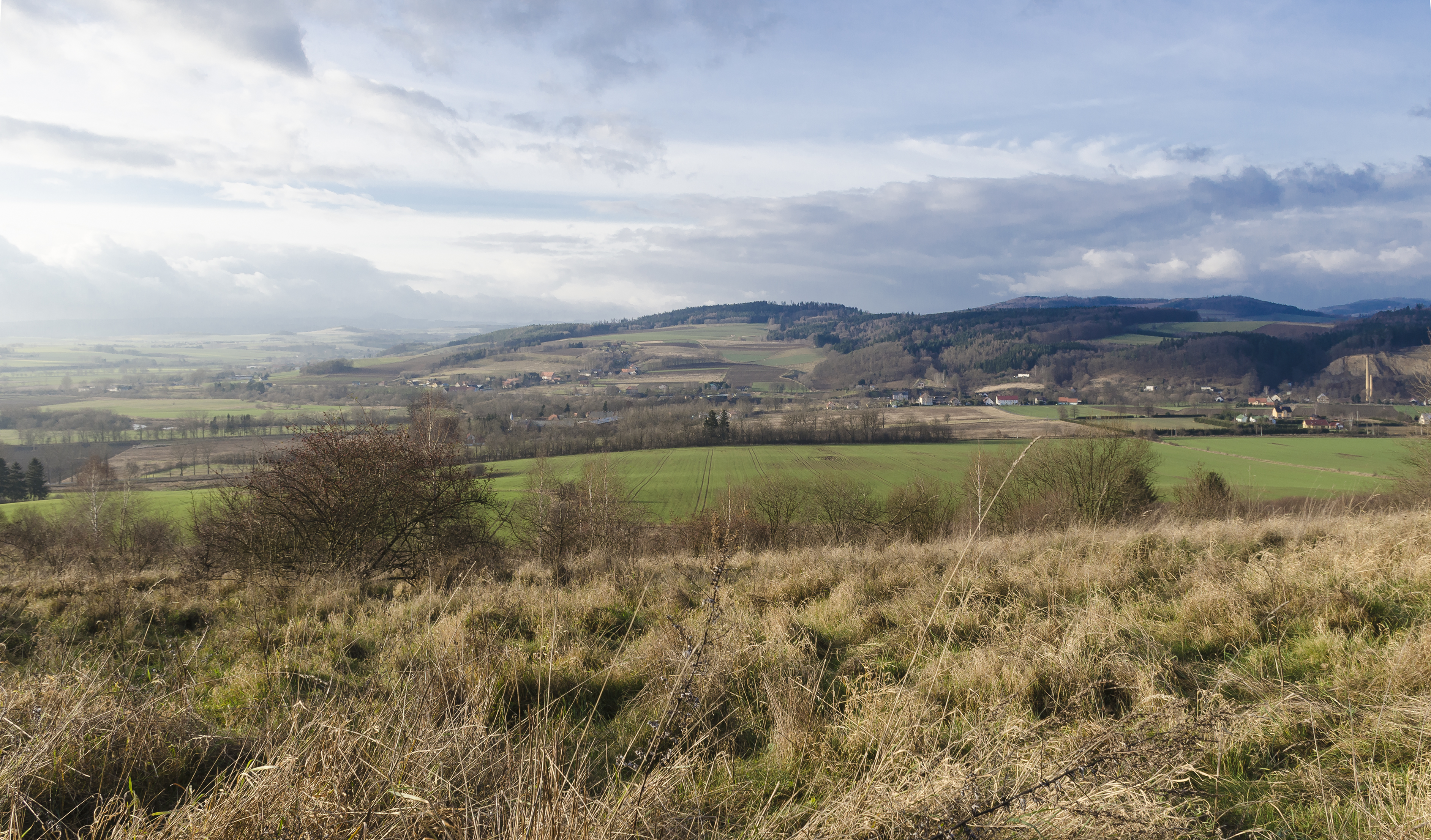
Landschaft um Młynow

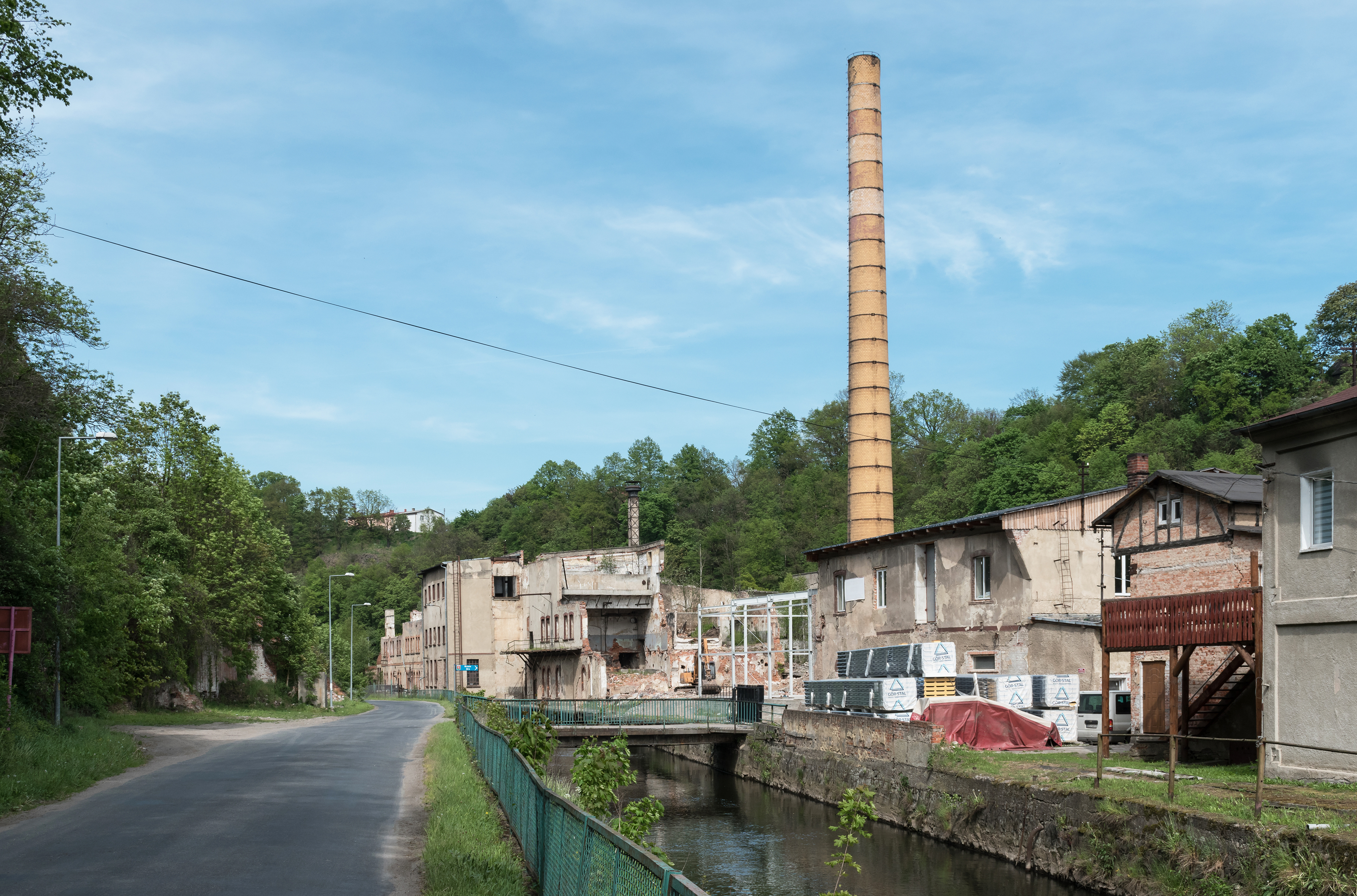
Leerstehende Papierfabrik

Młynów ['mwɨnuf] (deutsch Mühldorf) ist ein Ort in der Landgemeinde Kłodzko im Powiat Kłodzki der Woiwodschaft Niederschlesien in Polen. Es liegt sieben Kilometer nördlich von Kłodzko (Glatz).

## Geographie
Młynów liegt an der Glatzer Neiße (polnisch Nysa Kłodzka). Nachbarorte sind Wojbórz (Gabersdorf) im Norden, Morzyszów (Morischau) und Opolnica (Giersdorf) im Nordosten, Podtynie (Poditau) im Osten, Ławica (Labitsch), Goszyce (Hassitz) und Ustronie (Halbendorf) im Süden, Ścinawica (Steinwitz) und Gołogłowy (Hollenau) im Südwesten, Bierkowice (Birgwitz) im Westen und Łączna (Wiese) im Nordwesten.

## Geschichte
Mühldorf wurde erstmals 1360 als „Moldorf“ erwähnt. Für das Jahr 1406 ist die Schreibweise „Mühldorf“ belegt, und 1631 wurde es als Millen- bzw. Müllendorf bezeichnet. Es gehörte von Anfang an zum Glatzer Land, mit dem es die Geschichte seiner politischen und kirchlichen Zugehörigkeit teilte. Es war zur Pfarrkirche nach Gabersdorf gewidmet und bestand aus vier Anteilen:
- Der Dominialanteil war um 1482 im Besitz des Jacob Güsner auf Eckersdorf und gehörte um 1520 der Familie von Zischwitz (Tschischwitz, Czeszwitz) auf Gabersdorf. 1571 erwarb ihn Bartholomäus von Wiese, von dem er 1590 an dessen Sohn Paul überging, der mit Rebecca von Haugwitz auf Pischkowitz verheiratet war. Dieser verkaufte 1602 den Dominialanteil an Gottfried von Schliewitz, bei dessen Nachkommen das Gut bis 1653 verblieb. Da das Gut wegen der Verwüstungen des Dreißigjährigen Krieges vernachlässigt und verschuldet war, verkaufte das Glatzer königliche Amt 1653 diesen Anteil dem Heinrich von Ratschin. Dieser verheiratete sich 1657 in zweiter Ehe mit Helena von Haugwitz. Da deren Ehe kinderlos blieb, erbte Elisabeth von Ratschin, Tochter aus Heinrichs erster Ehe, die Besitzungen. Sie verkaufte das ererbte Gut 1671 dem kaiserlichen Rittmeister Lorenz Degner von Degenheim auf Gabersdorf. Dadurch gelangte es nachfolgend in den Besitz der Adelsfamilien von Götzen und danach von Magnis.
- Der zweite Anteil bestand aus einem Stück Wald und gehörte um 1360 den Herren von Zischwitz auf Gabersdorf. Ein Jahr später erwarb ihn der Glatzer Bürger Nickel Mohlstein. Über dessen Söhne Paul und Lukas kam er um 1400 an das Glatzer Minoritenkloster.
- Der dritte Anteil gehörte zum königlichen Rentamt und bestand aus einer Aue mit zwei Gärtnerstellen.
- Der vierte Anteil war das Freirichtergut. Es gehörte seit 1684 unter die Gerichtsbarkeit des Dominiums.

Nach dem Ersten Schlesischen Krieg 1742 und endgültig mit dem Hubertusburger Frieden 1763 fiel Mühldorf zusammen mit der Grafschaft Glatz an Preußen. Um 1800 bestand es aus 97 Einwohnern. Nach der Neugliederung Preußens gehörte Mühldorf ab 1815 zur Provinz Schlesien und war ab 1816 dem Landkreis Glatz eingegliedert, mit dem es bis 1945 verbunden blieb. Ab 1874 gehörte die Landgemeinde Mühldorf zum Amtsbezirk Gabersdorf. 1879 errichtete der Industrielle Leopold Schöller in Mühldorf eine große Papierfabrik und im benachbarten Wartha eine Zellulosefabrik. 1925 hatte die Gemeinde Mühldorf 23 Wohnhäuser, 42 Haushaltungen und 164 Einwohner. Für das Jahr 1939 sind 173 Einwohner nachgewiesen.
Als Folge des Zweiten Weltkriegs fiel Mühldorf 1945 wie fast ganz Schlesien an Polen und wurde in Młynów umbenannt. Die deutsche Bevölkerung wurde – soweit sie nicht vorher geflohen war – 1946 vertrieben. Die neu angesiedelten Bewohner waren teilweise Zwangsumgesiedelte aus Ostpolen, das an die Sowjetunion gefallen war. Später wurde eine zweite Papierfabrik errichtet, die bis Ende der 1980er Jahre produzierte. Sie war für die Umgebung von wirtschaftlicher Bedeutung, da in ihr Facharbeiter aus den benachbarten Orten beschäftigt wurden, die zum Teil in fabrikeigenen Arbeitersiedlungen wohnten. Nach der politischen Wende und Übergang zur Marktwirtschaft Anfang der 1990er Jahre wurde die Fabrik geschlossen. 1997 richtete ein Hochwasser schwere Schäden an, von dem u. a. auch die Papierfabriken betroffen waren. Sie befanden sich in einem schlechten baulichen Zustand und wurden teilweise abgetragen. 1975–1998 gehörte Młynów zur Woiwodschaft Wałbrzych (Waldenburg).